# Bulbophyllum
Bulbophyllum is een geslacht van ongeveer 1800 soorten orchideeën uit de onderfamilie Epidendroideae. Het is het grootste orchideeëngeslacht en het is op de geslachten kruiskruid (Senecio) en wolfsmelk (Euphorbia) na het grootste plantengeslacht ter wereld.
Het zijn in groei- en bloeiwijze zeer variabele epifytische orchideeën, die diverse biotopen innemen, verspreid over alle tropische streken van Zuid-Amerika, Afrika, Azië, en Australazië met Malesië als zwaartepunt.

## Naamgeving enetymologie
- Synoniemen: Anisopetalum Hkr. (1825), Bolbophyllaria Rchb.f. (1852), Bolbophyllum Spreng. (1826), Cochlia Blume (1825), Didactyle Lindl. (1852), Diphyes Blume (1825), Ephippium Blume (1825), Epicranthes Blume (1825), Epicrianthes Blume (1828), Gersinia Neraud. (1826), Henosis Hkr.f. (1890), Katherinea A.D.Hawkes (1956), Lyraea Lindl. (1830), Macrolepis A.Rich. (1834), Malachadenia Lindl. (1839), Megaclinium Lindl. (1826), Odontostyles Breda (1827), Osyricera Blume (1825), Oxysepala Wight (1851), Phyllorchis Thouars (1822), Sarcopodium Lindl. & Paxton (1850), Sestochilos Breda (1828), Sunipia Lindl. (1826), Taurostalix Rchb.f. (1852), Tribrachia Lindl. (1824), Xiphizusa Rchb.f. (1852), Zygoglossum Reinw. (1826)

De botanische naam Bulbophyllum is ontleend aan Latijn bulbus (knol) en Oudgrieks φύλλον, phullon (blad), naar de alom aanwezige pseudobulben.

## Kenmerken

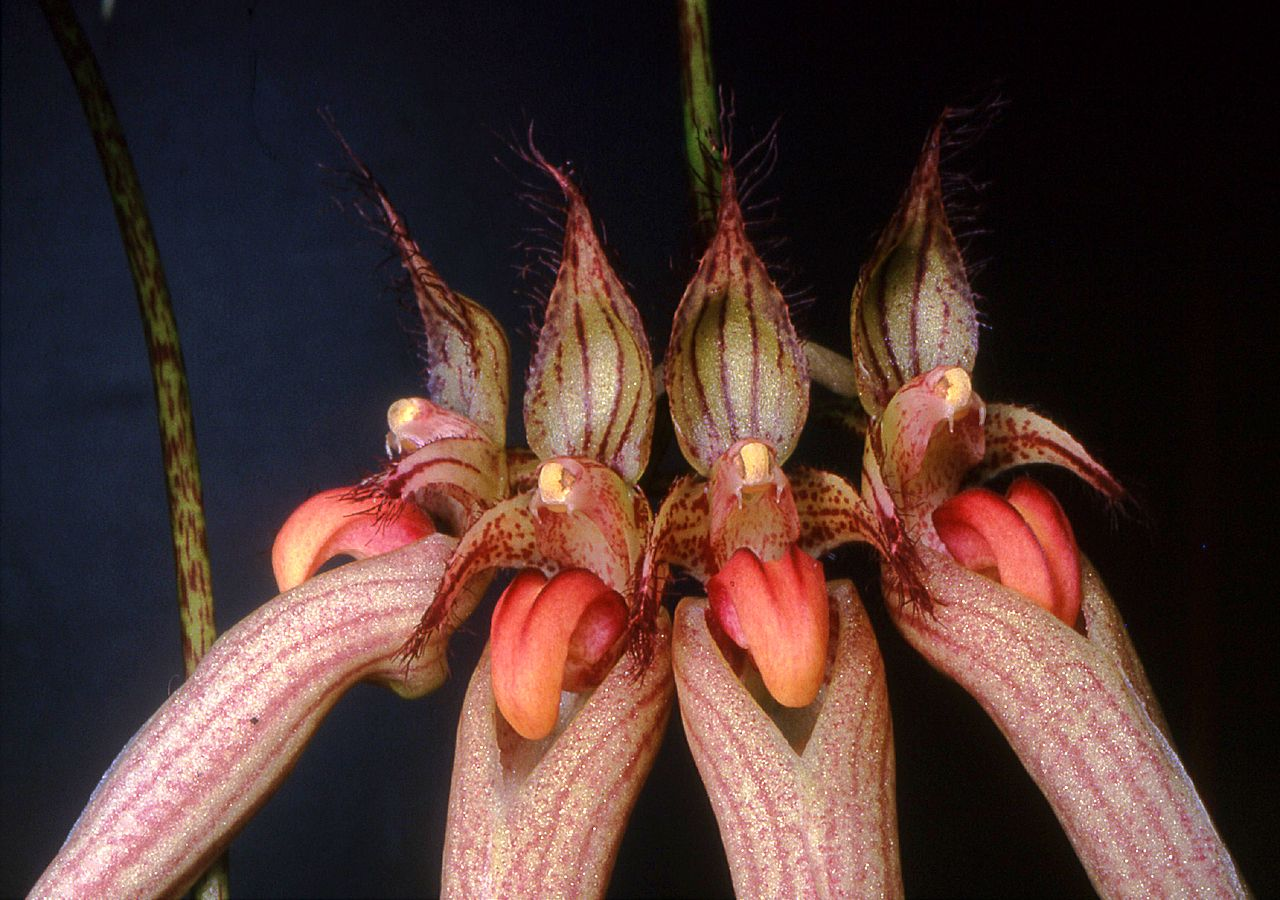
Bulbophyllum ornatissimum, detail bloem. Bemerk de felroze, mobiele bloemlip

Bulbophyllum-soorten zijn overwegend epifytische, zelden lithofytische planten met een al dan niet vertakte, kruipende rizoom en met een sympodiale groeiwijze. Ze bezitten in vorm zeer variabele pseudobulben, verspreid of in clusters, met aan de top één of soms twee bladeren, dun tot lederachtig aanvoelend, en gootvormig gevouwen.
De bloeiwijze is een hangende of rechtopstaande tros, variërend in lengte, met enkele tot vele geresupineerde bloemen, gerangschikt in een spiraal of in twee verticale rijen. De bloemstengel ontspringt aan de basis van de pseudobulb, soms ook op knoppen op het rizoom.
De bloemen zijn middelgroot tot groot, de kelk- en kroonbladen zijn zeer variabel van vorm, rechtopstaand of omgedraaid, met een klauwachtige of zonder bladsteel. De bloemlip is scharnierend verbonden met de basis van het gynostemium, wat ze zeer mobiel maakt. Het minste briesje kan de lip, onafhankelijk van de rest van de bloem, laten bewegen. Het gynostemium draagt twee of vier harde, wasachtige pollinia die al dan niet verbonden zijn met een stipum. Van één soort, Bulbophyllum nocturnum, is vastgesteld dat die 's nachts bloeit.
De bloemen kunnen sterk geuren, wat niet betekent dat ze welriekend zijn. Vele Bulbophyllum-soorten imiteren de geur van rottend vlees, en trekken zo potentiële bestuivers (vooral vliegen) aan.

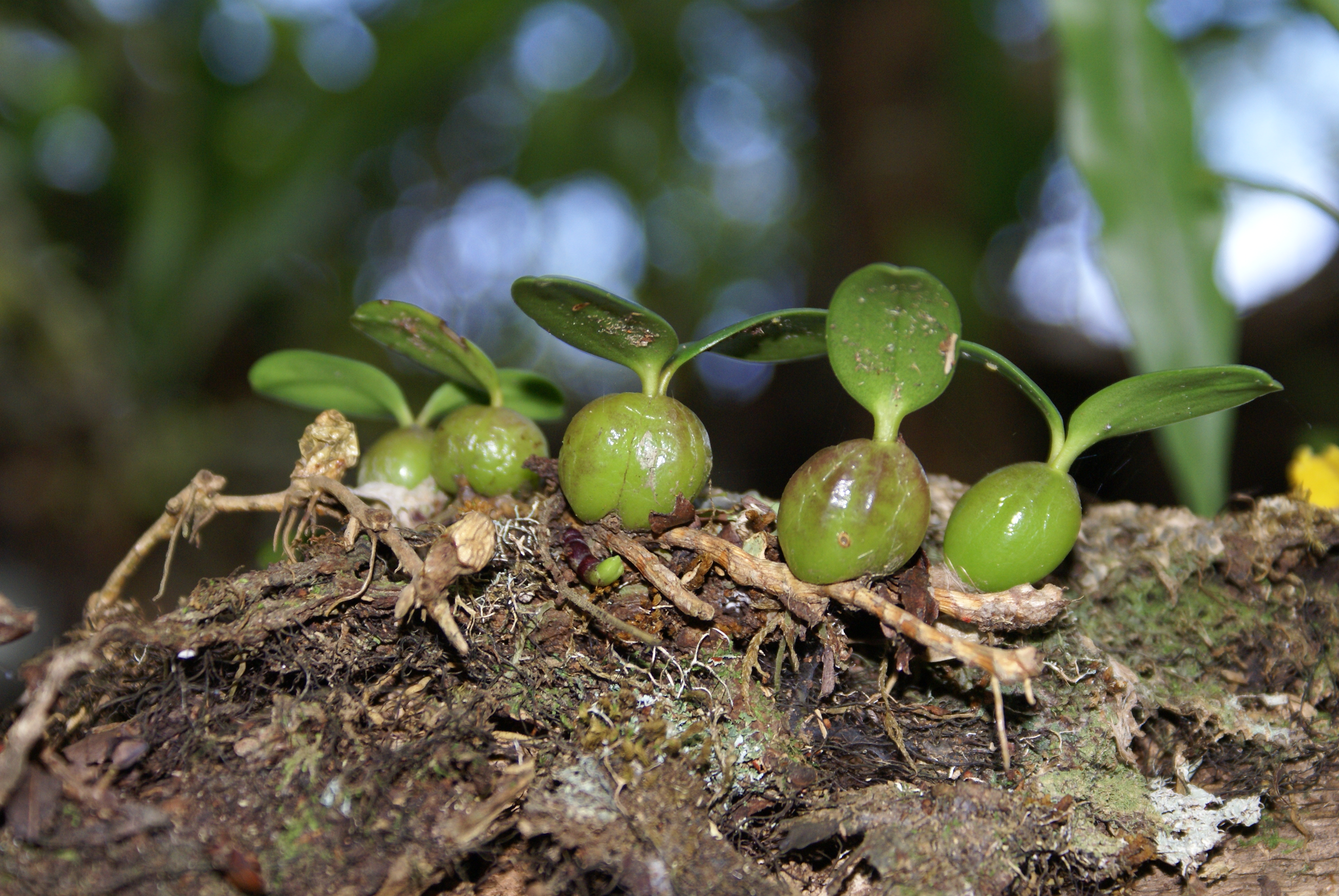
Bulbophyllum nutans, de typesoort, een kleine epifyt

Bulbophyllum-soorten kunnen in afmetingen variëren van grote, bamboeachtige planten tot kleine, klimmende of hangende epifyten. Vele soorten hebben succulente bladeren, een enkele soort heeft zelfs helemaal geen bladeren en voert alle fotosynthetische activiteiten uit in de pseudobulben. Enkele soorten zijn lithofyten.

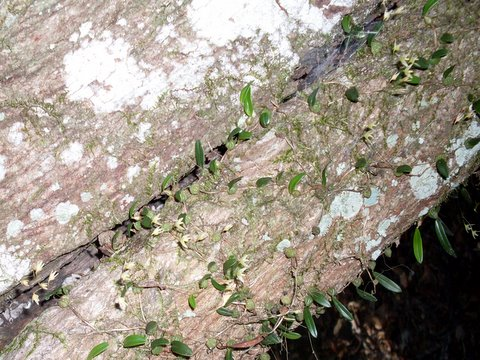
Bulbophyllum exiguum in zijn natuurlijk biotoop

## Habitaten verspreiding
Bulbophyllum-soorten groeien op bomen of rotsen in zeer gevarieerde biotopen, van tropische laagland-regenwouden tot de koele nevelwouden. Ze kennen een pantropische verspreiding en komen onder meer voor in Midden- en Zuid-Amerika, Afrika, Madagaskar (135 soorten, waarvan een aantal endemisch zijn) en Australië. Centrum van de verspreiding van Bulbophyllum is de fytogeografische regio Malesië, vooral Nieuw-Guinea (meer dan 600 soorten) en Borneo (200 soorten).

## Taxonomie
Bulbophyllum is als eerste beschreven door Louis-Marie Aubert du Petit-Thouars in zijn boek Histoire particulière des plantes orchidées recueillies sur les trois Iles Australes d’Afrique, de France, de Bourbon et de Madagascar uit 1822. In zijn boek omvatte het geslacht 17 soorten. Er zijn sindsdien meer dan 2800 geaccepteerde namen en synoniemen in het geslacht opgenomen, in 120 secties en ondergeslachten. Een aantal van deze secties kunnen misschien opgewaardeerd worden tot aparte geslachten in de subtribus Bulbophyllinae.
Een fylogenetische studie van Bulbophyllum, gebaseerd op DNA-sequenties, is momenteel in volle gang, onder andere door Barbara Gravendeel van het Nationaal Herbarium Nederland.
De typesoort is Bulbophyllum nutans.